# Лужецкий, Сергей Андреевич
Сергей Андреевич Лужецкий (род. 15 августа 1995 года, Екатеринбург) — российский спортсмен, специализирующийся в спортивном скалолазании. Двукратный призёр чемпионата Европы (2020). Победитель Всемирных военных игр (2017). Четырёхкратный чемпион России (2016, 2017, 2019, 2024). Мастер спорта России международного класса (2022). Пятикратный призер первенства Мира (2009, 2010, 2012, 2013, 2014). Победитель первенства Европы (2012). Обладатель молодежного кубка Европы (2009).

## Биография
Родился 15 августа 1995 года в Екатеринбурге. Начал заниматься скалолазанием в 2003 году в СШОР горных видов спорта. Тренер — Екатерина Владимировна Деулина. Окончил Екатеринбургский институт физической культуры УралГУФК.
Пятикратный призёр первенств мира, победитель первенства Европы и обладатель молодёжного Кубка Европы.
С 2014 года входит в основной состав сборной России по скалолазанию.
На российских соревнованиях до 2017 года выступал за команду Свердловской области, с 2018 году представляет Воронежскую область. Живет в Москве. С 2016 года также выступает за Центральный спортивный клуб армии. Воинское звание — лейтенант.
В 2015 году победил на Kia World Extreme Games в Шанхае в классической скорости.
В 2016 году впервые в карьере выиграл чемпионат России в многоборье.
В 2017 году завоевал две медали Всемирных военных игр в Сочи — золото в классической скорости и бронзу в эталонной скорости.
В 2018 году стал первым победителем шоу «Русский ниндзя».(Прошел полосу дальше всех, но не забрал главный приз 5 млн рублей)
В 2019 году стал чемпионом России в олимпийском многоборье.
В 2020 году завоевал две медали чемпионата Европы — серебро в боулдеринге и бронзу в многоборье.
В 2020 был выбран международной федерацией IFSC запасным атлетом на Олимпийские Игры Токио 2020.

## Результаты

### Чемпионаты мира
| Дисциплина | 2018 | 2021 |
| ---------- | ---- | ---- |
| Боулдеринг | 47   | 39   |

### Чемпионаты Европы
| Дисциплина | 2017 | 2020 |
| ---------- | ---- | ---- |
| Скорость   | 9    | 6    |
| Боулдеринг | 14   | 2    |
| Трудность  | 37   | 26   |
| Многоборье | 4    | 3    |

### Всемирные военные игры
| Дисциплина            | 2017 |
| --------------------- | ---- |
| Классическая скорость | 1    |
| Эталонная скорость    | 3    |

### Всероссийская спартакиада 2022
| Дисциплина | 2022 |
| ---------- | ---- |
| Двоеборье  | 2    |

### Чемпионаты России
| Дисциплина             | 2013 | 2014 | 2015 | 2016 | 2017 | 2018 | 2019 | 2020 | 2021 | 2022 |
| ---------------------- | ---- | ---- | ---- | ---- | ---- | ---- | ---- | ---- | ---- | ---- |
| Боулдеринг             | —    | —    | —    | —    | 2    | 3    | —    | —    | —    | 3    |
| Трудность              | —    | 4    | —    | —    | —    | —    | —    | 3    | —    | —    |
| Многоборье             | 3    | 2    | —    | 1    | 1    | —    | —    | —    | —    | —    |
| Олимпийское многоборье | —    | —    | —    | —    | —    | —    | 1    | 2    | —    | —    |

### Кубки России
| Дисциплина             | 2016 | 2017 | 2018 | 2019 |
| ---------------------- | ---- | ---- | ---- | ---- |
| Боулдеринг             | —    | —    | —    | 2    |
| Трудность              | 3    | —    | —    | 3    |
| Олимпийское многоборье | —    | 3    | 3    | 3    |

## Награды и звания
- Благодарность Президента Российской Федерации за большой вклад в развитие физической культуры и спорта (2017)
- Медаль «За воинскую доблесть» II степени (2017)
- Мастер спорта России международного класса (2022)[11]